# Uberto Brüning Schlickmann
Uberto Brüning Schlickmann, mais conhecido como Quati (São Ludgero, 31 de maio de 1943) é um artista plástico e museólogo amador brasileiro.
É o fundador e proprietário do Museu da Colonização Uberto Brüning Schlickmann.

## Vida
Filho de Adolfo Schlickmann (São Ludgero, 26 de novembro de 1913 — São Ludgero, 5 de novembro de 1995) e de Agata Brüning Schlickmann (São Ludgero, 17 de fevereiro de 1918 — São Ludgero, 27 de maio de 2000). Casado com Marta Schürhoff Schlickmann (Braço do Norte, 2 de fevereiro de 1948). Cursou apenas os dois primeiros anos do ensino fundamental em São Ludgero.
A família Schlickmann de São Ludgero é composta de três ramos, popularmente denominados Fiscal, Tigre e Sabão. Uberto é do ramo Fiscal.

## Carreira
Em 1968 esculpiu sua primeira peça, usando como matéria prima um cipó, o qual trabalhou na forma de uma cobra, utilizando sua experiência em carpintaria. Desde então, nas horas vagas, morando próximo ao rio Braço do Norte, usou sua canoa para recolher velhos troncos de árvores arrastados pelas enchentes, aprimorando a beleza natural dos mesmos. "Após aprimorar a beleza natural que estes possuem, limpo-os, dou-lhes as mais variadas formas e os envernizo".
O amor pela criação de museus é próprio dos povos civilizados. Assim é que nos países mais adiantados do mundo se encontram os mais famosos museus.